# Gaertnera macrobotrys
Gaertnera macrobotrys är en måreväxtart som beskrevs av John Gilbert Baker. Gaertnera macrobotrys ingår i släktet Gaertnera och familjen måreväxter. Inga underarter finns listade i Catalogue of Life.